# عبد الله بن سليمان الحصين
عبد الله بن سليمان الحصين التميمي (1353 هـ - 1428 هـ) أديب وإعلامي وناقد تربوي سعودي، ولد في محافظة شقراء سنة 1353 هـ.

## نشأته وتعليمه
بدأت نشأة عبد الله الحصين في مسقط رأسه شقراء، ثم تلقى تعليمه الأولي بالمدرسة الابتدائية بالمدينة المنورة سنة 1366 هـ، ثم نال الشهادة الثانوية في دار التوحيد بالطائف عام 1372 هـ، بعدها التحق بكلية الشريعة بمكة المكرمة وحصل على شهادتها عام 1376 هـ، وفي عام 1378 هـ حصل الحصين على دبلوم المعهد العالي بالقاهرة.

## مناصب تولاها
شغل عبد الله بن سليمان الحصين العديد من المناصب التربوية والتعليمية والإدارية والصحفية:
- في عام 1381 هـ عمل الحصين مساعد لمدير التعليم بجدة.
- في عام 1382 هـ عمل مديرا للتعليم بالطائف حتى عام 1394 هـ.
- في عام 1395 هـ عمل مديرا للتعليم بجدة حتى عام 1397 هـ.
- ثم عمل مدير عام للبعثات والعلاقات الجامعية بوزارة التعليم العالي السعودية من عام 1397 هـ إلى عام 1405 هـ.
- انتقل إلى جدة ليعمل مستشار لجامعة الملك عبد العزيز من عام 1405 هـ إلى عام 1407 هـ.
- في منتصف عام 1409 هـ طلب الإحالة على التقاعد.
- عمل رئيس لتحرير جريدة المدينة من عام 1407 هـ إلى عام 1412 هـ.
- في عام 1416 هـ عين عضو بمجلس منطقة مكة المكرمة.

## مؤلفاته
1. أفكار بلا زمن : مجموعة مقالات.
2. قراءة في ملف الأزمات العربية.
3. ملامح من عصر ابن أبي ربيعة.
4. القيادة التربوية دراسة تربوية لظواهر التخلف والتعوق في الدراسة.
5. على الدرب: مجموعة آراء وقضايا اجتماعية.
6. شاعرة الرثاء: دراسة عن الخنساء.
7. دروب وندوب.
8. جريمة كل العصور.

## وفاته
توفي عبد الله بن سليمان الحصين في المدينة المنورة عام 1428 هـ، ودفن في مقبرة البقيع، عن عمر 75 سنة.